# 1 West India Quay
Le 1 West India Quay est un gratte-ciel de la ville de Londres, situé dans le quartier des Docklands. Construit en 2004, il est haut de 111 m et comporte 33 étages. 
Il contient un hôtel Marriott jusqu'au 12e étage, puis des appartements jusqu'au 33e étage.